# Per Schlingmann

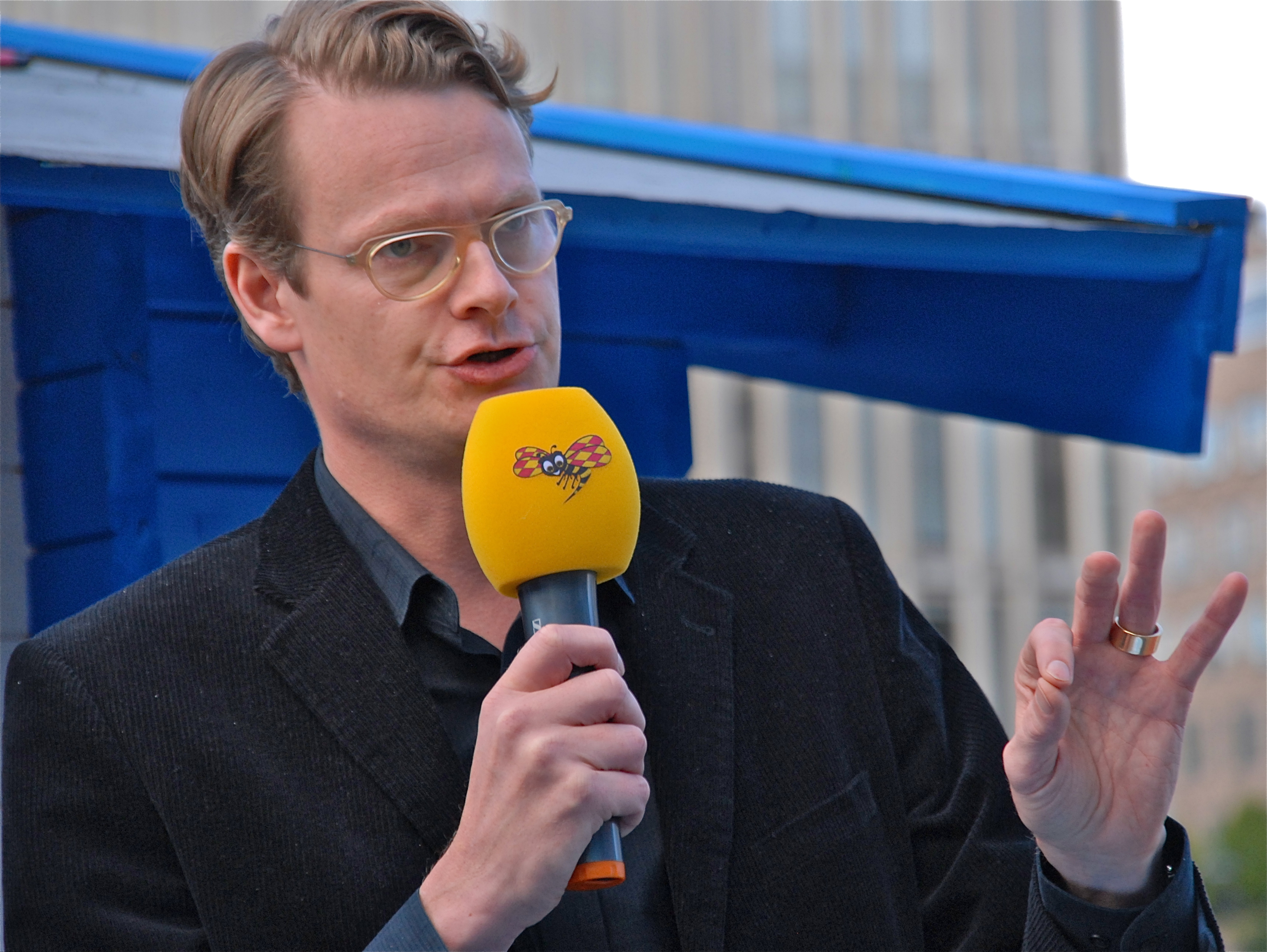
Per Schlingmann i valrörelsen 2010.

Per Gerhard Schlingmann, född 16 oktober 1970 i Borås Gustav Adolfs församling, Älvsborgs län, är en svensk politiker, föreläsare, pr-konsult och författare. Schlingmann är vice ordförande i SOS Barnbyar samt ledamot i styrelserna för Svenska Filminstitutet och Ecoliving AB. Schlingmann var mellan 2011 och 2012 chefsstrateg hos Moderaterna. Tidigare har han varit statssekreterare i Statsrådsberedningen med ansvar för kommunikation. Schlingmann var partisekreterare för Moderaterna mellan 28 september 2006 och 1 oktober 2010.

## Biografi
Schlingmann har en filosofie kandidatexamen i nationalekonomi från Göteborgs universitet. Han har arbetat med kommunikation och haft chefsbefattningar i olika bolag, som till exempel Spider Relations. 
Schlingmann var till 2007 tysk medborgare (hans far var tysk) och kunde därför inte bli minister i Regeringen Reinfeldt eftersom svensk grundlag kräver att personen ska ha varit svensk medborgare i minst tio år.

## Moderaterna
Hans första högre post inom Moderaterna var som pressekreterare i Moderata ungdomsförbundet, då han under mitten av 1990-talet rekryterades av Fredrik Reinfeldt till förbundskansliet i Stockholm. 
2004 blev han kommunikationschef för Moderaterna och 28 september 2006 efterträdde han Sven Otto Littorin som partisekreterare för Moderaterna. Schlingmann anses av journalisten och författaren Magnus Linton m.fl. ha bidragit till partiets valframgång 2006 och tillhöra de mest betydelsefulla organisatörerna vid partiets förvandling till "de nya moderaterna". 

## Efter Moderaterna
Efter riksdagsvalet 2010 där Moderaterna fick ett rekordstort antal röster meddelade Schlingmann sin avgång på egen begäran. Schlingmann är uppvuxen i Sandared utanför Borås. Sedan februari 2013 driver Schlingmann konsultfirman Per Schlingmann AB.
I november 2014 sade Schlingmann att han hade lämnat Moderaterna.

## Böcker
Per Schlingmann har publicerat följande böcker: Stå aldrig still! (Forum förlag, 2013), Urban Express tillsammans med Kjell A Nordström (Forum förlag, 2014), Kommunikationskriget (Forumförlag 2015) samt spänningsromanerna I maktens öga (Piratförlaget, 2017) och Harpsund tur och retur (Piratförlaget, 2018). 
Per Schlingmanns bok I maktens öga är utgångspunkten för TV-serien Den inre cirkeln som har premiär på Viaplay våren 2019. Förutom att ha skrivit boken som är förlaga för serien är Schlingmann exekutiv producent. Regissör och sammanhållande manusförfattare är Håkan Lindhé och producent Håkan Hammarén.